# 西恒伽王朝
西恒伽王朝（公元350-1000年，卡纳达语：ಪಶ್ಚಿಮ ಗಂಗ ಸಂಸ್ಥಾನ）是古代印度统治卡纳塔克地区的一个重要的朝代。它被命名为“西恒伽”是为了与后几个世纪统治今天奥里萨地区的东恒伽王朝相区分。一般认为西恒伽人兴起时，南印度婆腊伐王朝的力量由于沙摩陀罗·笈多的南侵已经削弱，一些本地的部族开始争取独立。西恒伽王朝的主权自350年开始，550年结束，最初在戈拉尔建立政权，后来迁都至今天迈索尔县高韦里河畔的塔拉卡德。
巴达弥的遮娄其人兴起后，恒伽人臣服于遮娄其人，并帮助他们打击建志的婆腊伐人。公元753年，罗湿陀罗拘陀人取代遮娄其人成为德干的主导力量。在经过一个世纪的争取自治的抗争后，西恒伽人承认了罗湿陀罗拘陀的宗主权，并与他们联手攻打坦贾武尔的朱罗人。到了10世纪晚期，栋格珀德拉河以北罗湿陀罗拘陀已被西遮娄其王朝取代，而高韦里河以南朱罗王朝的势力也得到了恢复。公元1000年左右，西恒伽人被朱罗人打败，他们在该地区的影响力也就此终结。
虽然版图不大，西恒伽王朝却对今天卡纳塔克南部地区的政治、文化及文学做出了重要贡献。西恒伽国王们表现出仁慈的宗教宽容，尤其对耆那教颇为支持，坎巴达哈里和斯洛凡那比拉葛拉的一些耆那教古迹就是在这时期建筑的。国王们还鼓励美术创作，卡纳达语和梵语文学也因此繁盛。查文达拉亚于978年写的《查文达拉亚·普拉纳》是卡纳达语散文的重要作品。这时期出现的许多经典著作涵盖了从宗教到大象管理的广泛主题。

## 历史
关于西恒伽王朝创立者的先祖世系（4世纪之前）有多种不同的观点。一些耆那教文献记载他们源自印度北部，也有一些理论假定他们来自南部。而持南部起源说的史学家对西恒伽王室家族的早期成员最初是来自今日卡纳塔克南邦部地区、泰米尔纳德邦的孔谷地区还是安德拉邦的南部地区又有争议。理论上讲恒伽人利用了北印度国王沙摩陀罗·笈多在公元350年之前入侵南方所造成的混乱，建立出自己的王国。他们控制的区域称作恒伽伐蒂，包括今日卡纳塔克邦的迈索尔、哈桑、查马拉贾纳加尔、杜姆古尔、戈拉尔、班加罗尔、门迪亚等县份。那时他们还控制了今日泰米尔纳德邦（6世纪开始通知孔谷地区）、安德拉邦（5世纪中期开始通知阿嫩达布尔地区）的部分地区。王朝的建立者康伽尼跋摩·马德哈瓦在350年左右将戈拉尔定为首都，统治了大约20年。
到了公元390年诃黎跋摩统治时期，恒伽人已迁都塔拉卡德，并巩固了政权。迁都可能具有战略意图，即意图联合崛起中的卡丹巴王朝的力量。到了公元430年，他们的东部领土已包括今天的班加罗尔、戈拉尔和杜姆古尔县，470年他们控制了孔谷（在现在的泰米尔纳德邦）、森德拉卡（今天的奇克马加卢尔和贝鲁尔）、普纳塔和普纳达地区（今天的海格德代文戈德和南占古德）。529年，杜尔维尼塔发动了一场针对其弟的战争夺取了王位，后者更受老国王阿维尼塔的青睐。有资料表明，婆腊伐人支持阿维尼塔对王位继承人的选择，而遮娄其国王毗阇耶阿迭多支持杜尔维尼塔。据文献记载，这些战役发生在栋代曼达拉姆和孔谷地区（泰米尔纳德北部），历史学家们因而推测杜尔维尼塔成功打败了婆腊伐人。杜尔维尼塔被认为是最成功的恒伽国王，对艺术颇有早已，如音乐、舞蹈、阿育吠陀和驯化野生大象。有不少称颂他的铭文，将他比作印度神话中的代表智慧和公正的人物尤帝士提尔和玛努。